# Mr Blobby
Mr Blobby is een computerspel dat werd ontwikkeld door Millennium Interactive. Het spel kwam in 1994 uit voor de platforms Commodore Amiga en DOS. Het spel is in de basis een remake van Super Troll Islands dat voor de SNES uitkwam. Het spel is een zijwaarts scrollend platformspel waarin het personage Mr. Blobby de hoofdrol speelt. Het spel telt zestig levels. De speler kan op elk gewenst moment wisselen van personage en kiezen tussen Mr. Blobby, Mrs. Blobby en Baby Blobby.

## Platforms
| Platform | Jaar |
| -------- | ---- |
| Amiga    | 1994 |
| DOS      | 1994 |

## Ontvangst
| Beoordeeld door | Platform | Datum         | Score |
| --------------- | -------- | ------------- | ----- |
| Amiga Joker     | Amiga    | januari 1995  | 39%   |
| Amiga Games     | Amiga    | februari 1995 | 36%   |